# 亚历克斯·博洛加
亚历克斯·博洛加（羅馬尼亞語：Alex Bologa，1995年11月7日—），罗马尼亚男子柔道运动员。他曾代表罗马尼亚参加2016年和2020年夏季残疾人奥林匹克运动会柔道比赛，获得二枚铜牌。